# Save the Day

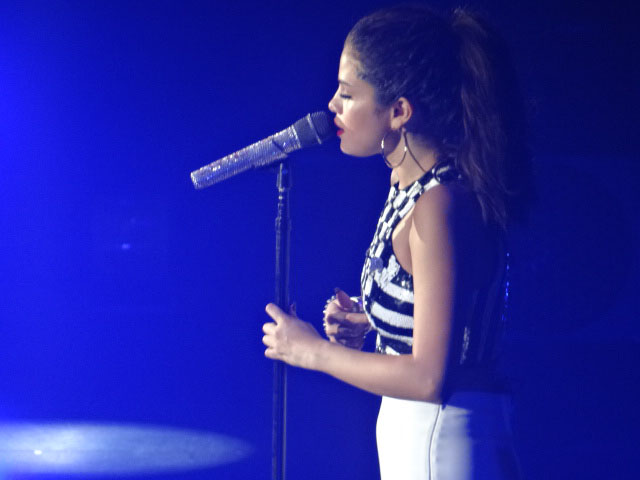
Save the Day live in Antwerpen (September 2013)

Save the Day ist ein Lied der amerikanischen Sängerin sowie Schauspielerin Selena Gomez aus dem Album Stars Dance, welches am 19. Juni 2013 in Deutschland erschien.

## Entstehung und Veröffentlichung
Save the Day wurde von Mitch Allan, Jason Evigan und Livvi Franc geschrieben sowie von The Suspex produziert. Veröffentlicht wurde Save the Day am 19. Juli 2013 in Deutschland und Österreich sowie am 23. Juni 2013 in den USA. Save the Day war das erste Lied, das für das Album Stars Dance komponiert wurde. Jennifer Lopez wollte das Lied für ihr 2014 erscheinendes Album haben, jedoch war es schon an Gomez vergeben. Das Lied gehörte zur Setlist der Stars Dance Tour.

## Inhalt
Den Inhalt definiert Selena Gomez wie folgt: „Erlebtest du jemals einen Moment, welchen du nie enden lassen wolltest? Ich hatte viele solcher Momente. Das Lied handelt davon, dass man diese Momente für immer in Erinnerung behält und sie nie enden lässt.“

## Musikrichtung
Das Stück mischt Einflüsse aus dem Latin Pop mit Dubstep-Elementen. Viele Kritiker verglichen es mit den Werken von Jennifer Lopez.